# Claude Monet lisant
Claude Monet lisant est un tableau réalisé par le peintre français Auguste Renoir vers 1873. Cette huile sur toile est le portrait en buste de Claude Monet fumant la pipe alors qu'il lit le journal L'Événement. Elle est conservée au musée Marmottan Monet, à Paris.

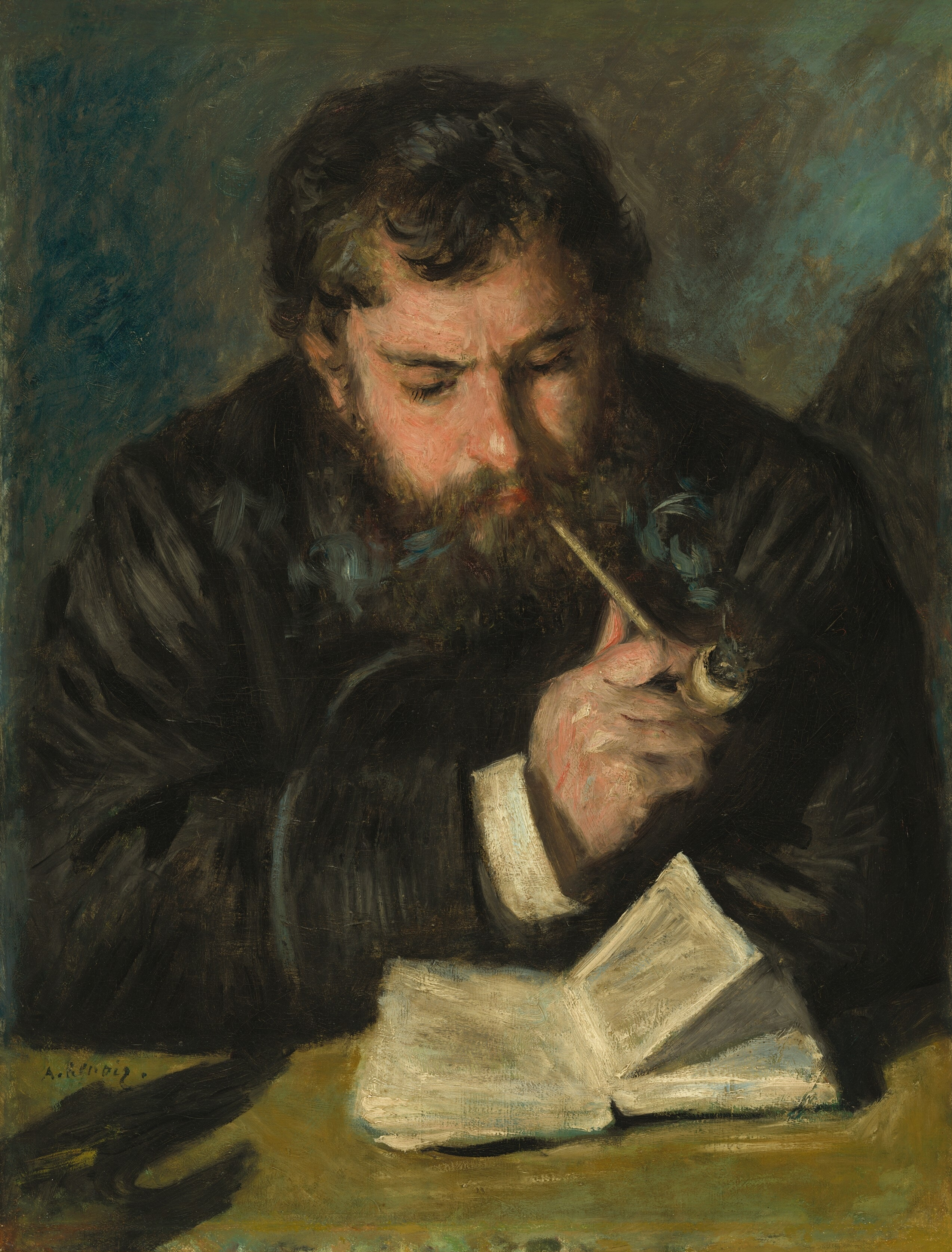
Claude Monet, 1872 – National Gallery of Art, Washington.
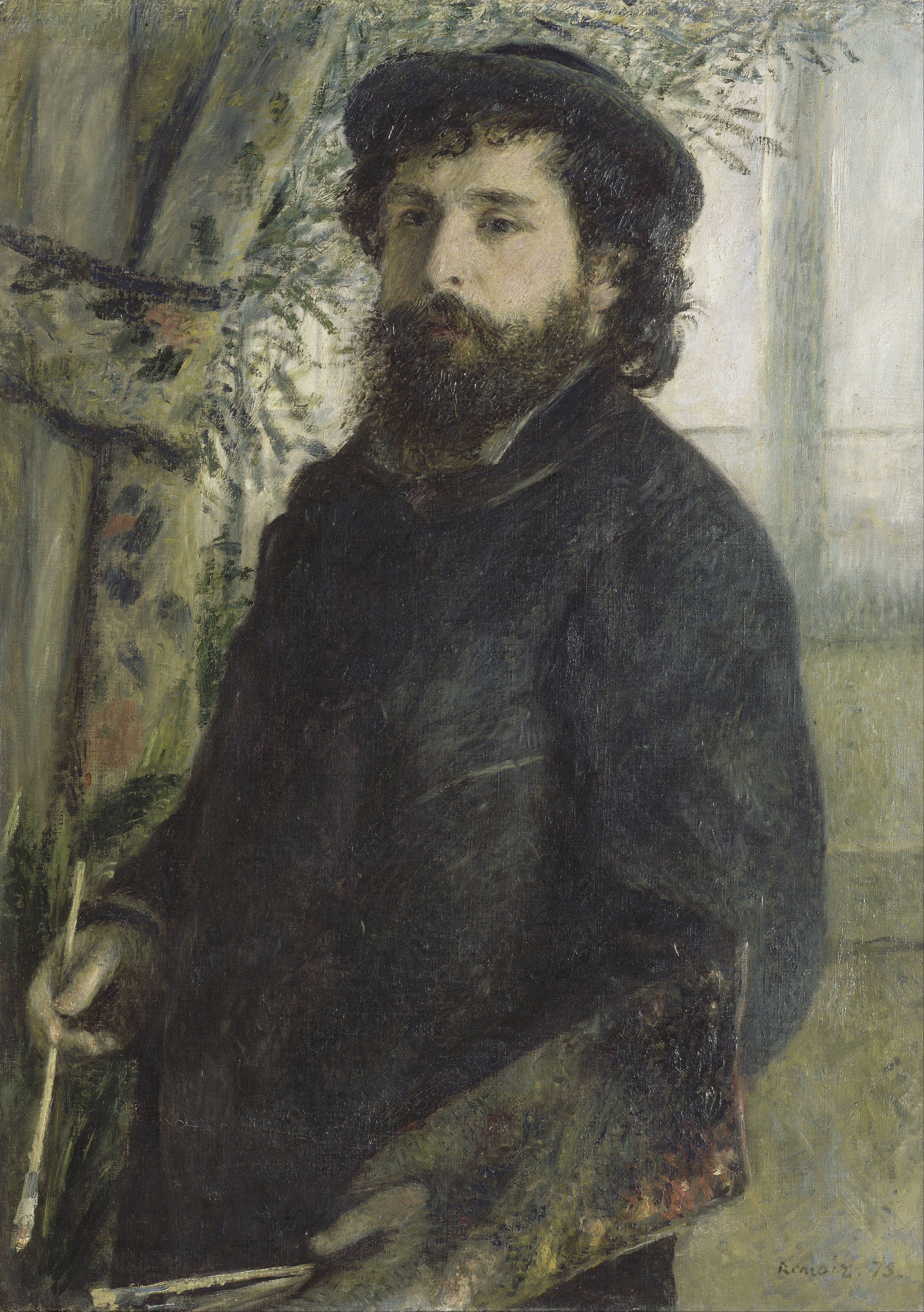
Portrait de Claude Monet, 1875 – Musée d'Orsay, Paris.